# هیلی جورجا
هیلی جورجا (به انگلبسی: Haley Georgia) متولد ۱۱ اوت ۱۹۹۶ (۲۱ مرداد ۱۳۷۵) خواننده آمریکایی سبک موسیقی کانتری است. او به دبیرستان کلاین رفت و اهل هیوستون، تگزاس است. جورجا موسیقی حرفه‌ای را با آرتور بوناهورا جونیور و اریک چرچ آغاز کرد. وقتی که هیلی اولین آهنگ را بیرون داد توجه یونیورسال میوزیک گروپ را جلب و آلبوم pretty girls mixtape را منتشر کرد. او همچنین در نوشتن آهنگ اوتوگراف با دالاس اسمیت همکاری داشت.
تک اهنگ ها
| سال  | اهنگ                  |
| ---- | --------------------- |
| 2015 | "Ridiculous"          |
| 2016 | “Pretty Girls”        |
| 2017 | "Nevermine Nevermind" |
| 2018 | “Them Boots”          |
| 2018 | “Claim to Fame”       |

موزیک ویدیو
| سال  | ویدیو                  | کارگردان     |
| ---- | ---------------------- | ------------ |
| 2015 | "Ridiculous"           | Roman White  |
| 2017 | "Never Mine Nevermind" | Jeff Venable |